# Sergio Giardo
Sergio Giardo (Torino, 14 giugno 1964) è un disegnatore e fumettista italiano.
Dopo aver lavorato nel settore della pubblicità dal 1986 al 1994, è entrato a far parte dello staff di disegnatori della Sergio Bonelli Editore per la testata Zona X. Per Zona X ha disegnato le miniserie Legione stellare e La Stirpe di Elan, scritte da Federico Memola.
Dopo la chiusura di Zona X è passato alla serie Jonathan Steele, sempre ideata da Memola. Ha anche disegnato un episodio di Legs Weaver su testi di Stefano Piani. Nel 2004 è entrato nello staff di Martin Mystère, disegnando una storia per l'Almanacco del Mistero e sette episodi per lo spin-off "Storie da Altrove". Nel 2009 ha inchiostrato le matite di Matteo Resinanti per il numero 215 di Nathan Never e nel 2010 ha illustrato, su testi di Antonio Serra, un episodio della miniserie bonelliana Greystorm.
Esordisce su Nathan Never con il n. 246 del novembre 2011, facente parte della lunga saga della guerra dei mondi, su testi di Stefano Vietti. Dal n. 250 di Nathan Never del marzo 2012 diventa il copertinista ufficiale degli albi della serie regolare.
È stato docente presso la Scuola Internazionale di Comics di Torino.
Ha lavorato per l'animazione, collaborando come character designer con The Animation Band per le serie televisive "Farhat - Il principe del deserto" e "Sandokan III - Le due tigri".
Nel 2015 ha pubblicato con Plesio Editore un romanzo di fantascienza dal titolo Roy Rocket - oltre l'infinito.
Nell'aprile del 2019 il cargo Cygnus ha portato sulla Stazione Spaziale Internazionale la copertina realizzata per un volume speciale di Nathan Never edito dalla Sergio Bonelli in collaborazione con l'Agenzia Spaziale Italiana e la European Space Agency.
Nel 2022 ha disegnato il crossover che ha visto l'incontro tra Nathan Never e i personaggi della Justice League della DC Comics su testi di Bepi Vigna, Michele Medda e Adriano Barone.
Tra il 2022 e il 2023 ha illustrato due storie, una scritta da Pasquale Ruju e l'altra da Jacopo Rauch per la testata Tex Willer.